# Crosby, Stills, Nash & Young
Crosby, Stills & Nash (CSN) — фолк-рок- супергрупа, що складається з американських співаків і авторів пісень Девіда Кросбі та Стівена Стіллза та англійського співака й автора пісень Грема Неша. Коли до них приєднався канадський співак і автор пісень Ніл Янг як четвертий учасник, вони змінили назву на Crosby, Stills, Nash & Young (CSNY). Вони відомі своїм тривалим впливом на американську музику та культуру, а також їх складною вокальною гармонією, часто бурхливими взаємостосунками та політичною активністю.
CSN утворився в 1968 році незабаром після того, як Кросбі, Стіллз і Неш виступили разом у неформальному зібранні в липні того ж року, виявивши, що добре гармонізують. Кросбі попросили покинути The Byrds наприкінці 1967 року, а група Стіллза Buffalo Springfield розпалася на початку 1968 року; Неш покинув свою групу The Hollies у грудні, і на початку 1969 року тріо уклало контракт на звукозапис із Atlantic Records. Їхній перший альбом, Crosby, Stills & Nash, був випущений у травні 1969 року, до якого увійшли два хіти найкращих 40, «Suite: Judy Blue Eyes» (№ 21) і «Marrakesh Express» (№ 28). Для туру з альбомом тріо найняло барабанщика Далласа Тейлора і сесійного басиста Грега Рівза, хоча їм все ще потрібен був клавішник; Ахмет Ертегун запропонував Ніла Янга, який грав зі Стіллсом у Баффало Спрінгфілд, і після деяких сумнівів тріо погодилося, отримавши повноправного члена колективу. Гурт, який тепер називається Crosby, Stills, Nash & Young, розпочав свій тур і відіграв свій другий концерт на фестивалі Вудсток рано вранці 18 серпня 1969 року. Перший альбом з Янгом, Déjà Vu, досяг першого місця в кількох міжнародних чартах у 1970 році і залишається їхнім найбільш продаваним альбомом, розійшовшись тиражем понад 8 мільйонів копій із трьома хіт-синглами: «Woodstock», «Teach Your Children» і «Наш дім». Другий тур групи, під час якого вийшов подвійний концертний альбом 4 Way Street (1971), був сповнений суперечок між Янгом і Тейлором, в результаті яких Тейлора замінив Джон Барбата, і напруженості зі Стіллсом, внаслідок чого його тимчасово звільнили з групи. Наприкінці туру гурт розпався. З тих пір група кілька разів возз'єднувалася, іноді з Янгом, а іноді без нього, і випустила вісім студійних і чотири концертних альбоми.
Crosby, Stills & Nash були записані до Зали слави рок-н-ролу, і всі три учасники окремо також були записані за роботу в інших групах: Crosby за роботу в the Byrds; Stills за участь в Buffalo Springfield; і Неш в Холліс. Ніл Янг також був прийнятий як сольний виконавець і як учасник Buffalo Springfield, але не як член CSN. Вони не випускали груповий студійний альбом з Looking Forward 1999 року і були неактивними як виконавська одиниця з кінця 2015 року. Залишається з'ясувати, чи буде ця перерва постійною чи ні, оскільки група часто була бездіяльною роками.

## Історія

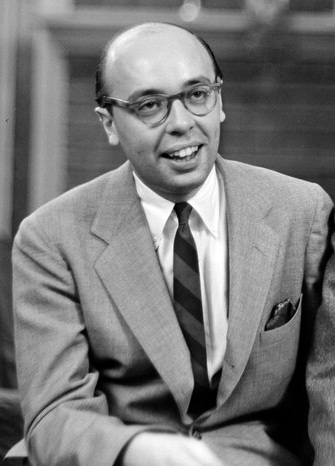
Портрет Ахмета М. Ертегуна (обрізаний), посольство Туреччини(?), Вашингтон, округ Колумбія, 194-.

### Формування CSN та дебютний альбом: липень 1968— травень 1969
До створення CSN кожен учасник гурту належав до іншої видатної групи. Девід Кросбі грав на гітарі, співав і писав пісні разом з Бердами ; Стівен Стіллс був гітаристом, клавішником, вокалістом і автором пісень у групі Buffalo Springfield (у якій також виступав Ніл Янг); а Грем Неш був гітаристом, співаком і автором пісень у The Hollies.
Кросбі був звільнений з Бердів у жовтні 1967 року через розбіжності щодо його написання пісень. На поп-фестивалі в Монтерей Кросбі замінив Ніла Янга (який покинув групу перед концертом) у Баффало Спрінгфілд. На початку 1968 року Buffalo Springfield розпалась, і після допомоги у складанні останнього альбому групи Last Time Around Stills залишився без гурту. Стіллз і Кросбі почали неформально зустрічатися. Результатом однієї зустрічі у Флориді на шхуні Кросбі стала пісня «Woen Ships», написана у співпраці з іншим гостем, Полом Кантнером з Jefferson Airplane. Грема Неша познайомили з Кросбі, коли Берди гастролювали по Сполученому Королівству в 1966 році, а коли Холлі повернулися до Каліфорнії в 1968 році, Неш відновив з ним дружні стосунки. Неш зустрів Стіллза на вечірці в будинку Пітера Торка в Лорел-Каньйоні. Його захопив Стіллз, який «вибивав лайно» з фортепіано в стилі «бразильського, латиноамериканського, бугі-вугі та рок-н-ролу». У липні 1968 року під час вечері на вечірці в іншому будинку Лорел Каньйон (дім Джоні Мітчелл або Кас Елліот, розповіді трьох учасників розходяться), Неш запросив Стіллза і Кросбі виконати композицію Стіллза, «Тобі не треба плакати». Вони зробили це двічі, після чого Неш вивчив текст і імпровізував нову гармонійну партію в третьому виконанні. Byrds, Buffalo Springfield та Hollies були гармонійними гуртами, а пізніше Неш сказав в інтерв'ю 2014 року: «Ми знали, що робимо», маючи на увазі успіх кожної з окремих груп. Він продовжив: «Який би звук не був Кросбі, Стіллз та Неш, створювали його за 30 секунд. Саме стільки часу нам знадобилося на гармонізацію».
Творчо розчарований у Hollies, Неш вирішив покинути гурт у грудні 1968 року і через два дні прилетів до Лос-Анджелеса. На початку 1969 року тріо поїхало до Лондона, щоб репетирувати невдале прослуховування з Apple Records The Beatles. Однак у Каліфорнії Ахмет Ертегун, який був шанувальником Buffalo Springfield і був розчарований розпадом цієї групи, підписав їх із Atlantic Records. З самого початку, враховуючи їхній попередній досвід, тріо вирішило не замикатися в структурі групи. Вони використовували свої прізвища для ідентифікації, щоб забезпечити незалежність і гарантію того, що гурт не зможе продовжувати свою діяльність без одного з них, на відміну від Бердів і Холліс. Вони підібрали команду менеджерів у Елліота Робертса та Девіда Геффена, завдяки чому підписали контракт з Atlantic і допомогли здобути вплив на групу. Робертс тримав групу в тонусі і боровся з самолюбством, а Геффен займався діловими угодами, оскільки, за словами Кросбі, їм потрібна була «акула», і Геффен був нею.
Стіллз вже підписав контракт з Atlantic Records за контрактом з Баффало-Спрінгфілд. Кросбі був звільнений від угоди Бердса з Колумбією, оскільки вважалося, що він неважливий і надто складний для співпраці. Неш, однак, співпрацював з Epic Records через The Hollies. Ертегун уклав угоду з Клайвом Девісом про обмін Неша на Atlantic в обмін на Річі Ф'юрея (який також підписав контракт з Atlantic через його членство в Buffalo Springfield) і Поко, його нову групу.
Перший альбом тріо Crosby, Stills &amp; Nash вийшов у травні 1969 року. Альбом з однойменною назвою став великим хітом у Сполучених Штатах, зайнявши 6-е місце в чарті альбомів Billboard протягом 107-тижневого перебування, що породило два хіти Top 40 ("Suite: Judy Blue Eyes " [#21] і " Marrakesh Express " [#28]) і значний ефір на FM-радіо. Альбом зрештою отримав потрійну платинову сертифікацію RIAA у 1999 році та чотириразову платинову сертифікацію у 2001 році. За винятком барабанщика Далласа Тейлора кількох партій ритму та акустичної гітари від Кросбі та Неша, Стіллз (названий його товаришами по групі «Captain Many Hands») працював над більшістю інструментів (включаючи кожну партію соло-гітари, баса та клавішних).) на альбомі, через що гурт потребував додаткового персоналу, щоб мати можливість гастролювати, що стало необхідністю з огляду на комерційний вплив дебютного альбому.

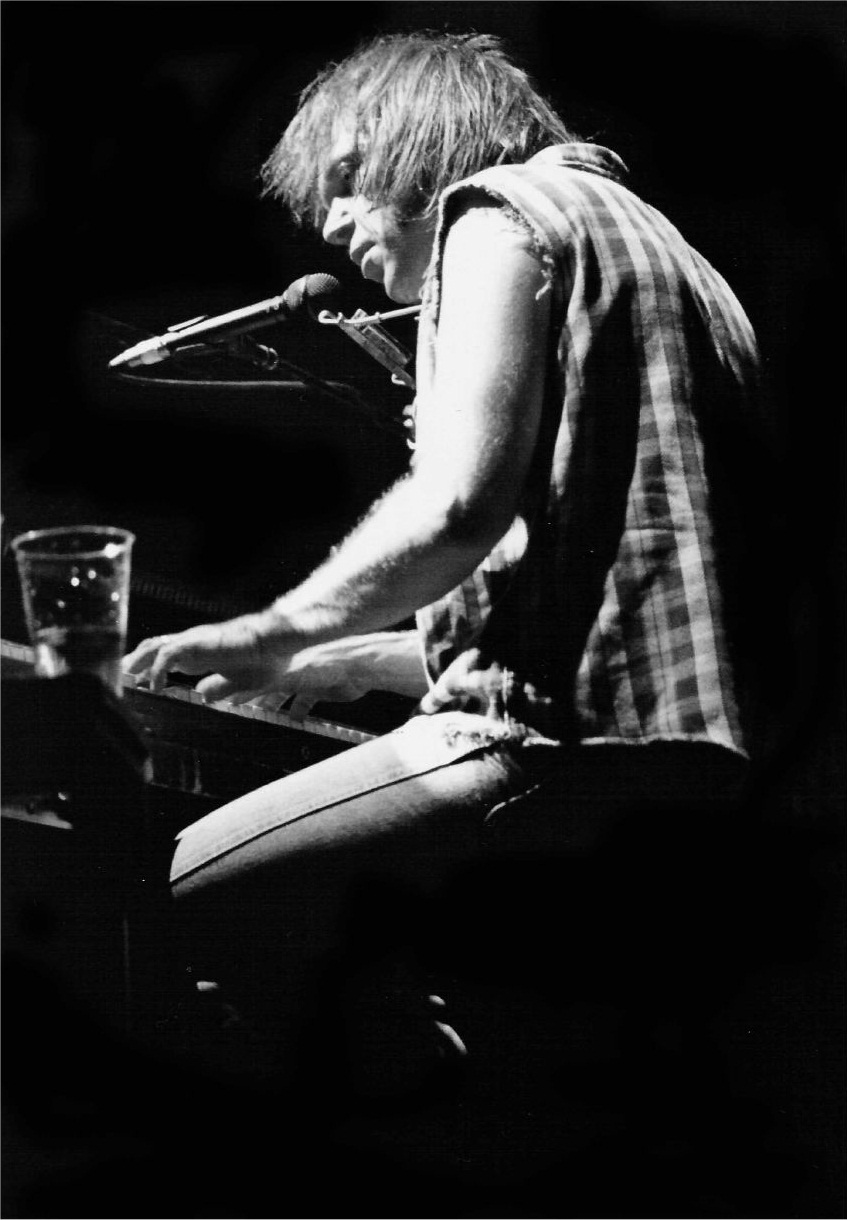
Ніл Янг співає.

### CSNY, Déjà Vu to 4 Way Street: серпень 1969— квітень 1971
Зберігши Тейлора, група спочатку намагалася найняти клавішника. Спочатку Стіллс звернувся до віртуозного мультиінструменталіста Стіва Вінвуда, який вже був зайнятий у новоствореній групі Blind Faith. Ертеґун запропонував колишнього члена Buffalo Springfield Ніла Янга, яким також керував Елліот Робертс, як досить очевидний вибір; Хоча в основному був гітаристом, Янг був досвідченим клавішником і міг замінити під час виконання Стілза і Неша. Стіллз і Неш спочатку сумнівалися; все ще через свою історію з Янгом у Баффало-Спрінгфілді, а Неш через його особисте незнайомство з Янгом. Але після кількох зустрічей тріо розширилося до квартету з Янгом, повноправним партнером. Умови контракту давали Янгу повну свободу для паралельної кар'єри зі своєю новою групою Crazy Horse.
Спочатку вони завершили ритм-секцію колишнім басистом Buffalo Springfield Брюсом Палмером. Однак Палмера відпустили через його постійні особисті проблеми після репетицій у Cafe au Go Go в Гринвіч-Вілледж у Нью-Йорку; за словами Кросбі, «Брюс Палмер любив інший інструмент, і його голова була не там, де повинна була бути». Підліток-сесійний басист Motown Грег Рівз приєднався замість Палмера за рекомендацією Ріка Джеймса, друга і колишнього товариша Ніла Янга.
З Янгом на борту, реорганізована група розпочала чотириетапний тур з 39 датами, який завершився трьома європейськими концертами в січні 1970 року. Їхній перший великий публічний концерт відбувся 16 серпня 1969 року в театрі Auditorium в Чикаго, на розігріві з Джоні Мітчелл. Вони згадали, що на наступний день їдуть у місце під назвою Вудсток, але поняття не мають, де це. Їхнє одногодинне шоу на фестивалі Вудсток рано вранці 18 серпня 1969 року стало серйозним випробуванням. Натовп друзів з індустрії, які дивилися зі сцени, був залякуючим і спонукав Стіллза сказати: «Це другий раз, коли ми граємо перед людьми, чоловіче. Нам страшно страшно». Їхня поява на фестивалі та у наступному фільмі «Вудсток» разом із записом пісні Джоні Мітчелл, присвяченої пам'яті Вудстока, підвищили впізнаваність квартету. Того року CSNY виступав на інших видатних фестивалях. Кадри з двох виступів з фолк-фестивалю Біг-Сур (відбувся на території Інституту Есален 13–14 вересня 1969 року) з'являються у фільмі «Святкування в Біг-Сурі»(Celebration at Big Sur). Вони також з'явилися на \Altamont Free Concert 6 грудня 1969 року разом із Сантаною, Jefferson Airplane, The Flying Burrito Brothers та хедлайнерами Rolling Stones. На прохання гурту їх виступ не був включений до фільму за мотивами концерту Gimme Shelter (1970).
Велике очікування викликало розширену супергрупу та їхній перший альбом з Young, Déjà Vu, який з'явився в магазинах у березні 1970 року. Він очолив хіт-паради під час 97-тижневого перебування в Сполучених Штатах і згенерував три хіт-сингли, включаючи кавер-версію пісні Мітчелла «Woodstock» [№ 11] та обидва внески Неша («Teach Your Children» [№ 16] та "Наш дім " [№ 30]). Сертифікований RIAA сім разів платиновий, внутрішній продаж альбому наразі становить понад 8 мільйонів копій; станом на 2017 рік він залишається найбільш продаваним альбомом за всю кар'єру кожного учасника. Déjà Vu також був першим релізом у лінійці «суперзірки» Atlantic Records SD-7200, створеною лейблом для найвідоміших виконавців; наступні сольні альбоми Кросбі, Стіллса та Неша були наступними релізами цієї серії.
Порадившись з іншими учасниками гурту, Стіллз звільнив Рівза з групи незадовго до початку їхнього другого американського туру в квітні 1970 року, «тому що [він] раптом вирішив, що він знахар з апачів». Крім того, він висловив думку, що «[Рівз] занадто сильно злякався на басу, і ніхто не міг встигати, тому що [він] не грав один ритм… він міг грати на басу з уявою, але він також повинен бути передбачуваним», а «Грег також хотів заспівати деякі зі своїх пісень на шоу CSN&Y, що я вважав смішним лише тому, що пісні не були чудовими. Ми заспіваємо будь-яку пісню, якщо вона чудова, але не тільки тому, що її написав наш басист» Його замінив Келвін «Fuzzy» Семюелс, бездомний ямайський музикант, нещодавно виявлений Стіллсом на лондонській студії Island Records. Невдовзі після цього Тейлор (який часто конфліктував з Янгом через темпи гурту під час першого туру та сесій Déjà Vu) також був звільнений, коли Янг погрожував залишити групу після першого виступу в турі в Денверському Колізеї 12 травня 1970 року. Незважаючи на попередню напруженість, Тейлор пізніше стверджував, що його звільнення сталося через флірт з першою дружиною Янга (ресторатор Каньйону Топанга Сьюзен Асеведо) на тлі поновлення конфлікту між Стіллсом і Янгом після звільнення Рівза. Невдовзі після цього для решти туру та пов'язаних записів був найнятий барабанщик Джон Барбата (раніше з The Turtles). За тиждень до виступу в Денвері Янг і Кросбі зупинялися в будинку поблизу Сан-Франциско, коли надійшли повідомлення про стрілянину в штаті Кент, що надихнуло Янга написати пісню протесту "Огайо ". Записаний і випущений через кілька тижнів із новою ритм-секцією, він досяг 14-го місця в серпні 1970 року, ставши ще одним хітом у 20 найкращих американських груп. Їхня раніше записана пісня «Teach Your Children» все ще піднімалася на білбордах, але група наполягала на тому, щоб її випустили та випустили. Пізніше Кросбі заявив в інтерв'ю, що його зворотні дзвінки «скільки ще?» на фінальній стадії пісня була оголошена, виявляючи його чисте розчарування.
У міру продовження туру з 23 концертами, слабкий характер партнерства був напружений через зловживання Стіллсом алкоголем і кокаїном та уявну манію величі, що завершилося розширеним сольним виступом, який не підтримали інші учасники групи на Fillmore East, коли йому повідомили, що Серед глядачів був Боб Ділан. У цій неспокійній атмосфері Кросбі, Неш і Янг вирішили звільнити Стіллза під час двох ночей у чиказькому театрі Auditorium в липні 1970 року. Після його відновлення на посаді тур завершився, як було заплановано, в Блумінгтоні, штат Міннесота, 9 липня 1970 року; однак група відразу ж після цього розпалася. Концертні записи цього туру, зібраного Нешем, випустили подвійний альбом 1971 року 4 Way Street, який також очолив хіт-паради протягом 42-тижневого перебування. Незважаючи на те, що вони продовжували співпрацювати в різних і в основному ефемерних перестановках, чотири учасники не повернулися разом всерйоз до їхнього возз'єднаного туру 1974 року.

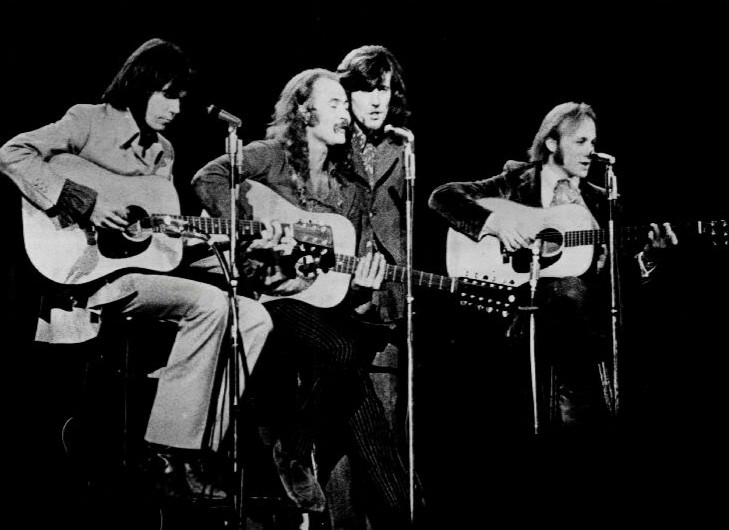
Кросбі, Стіллз, Неш енд Янг у 1970 році.

### Індивідуальна діяльність
У період з вересня 1970 року по травень 1971 року кожен із квартету випустив гучні сольні альбоми: Young's After the Gold Rush у вересні (який досяг 8-го місця і включав його перший сольний хіт у Топ-40 «Only Love Can Break Your Heart» [ № 33]); Однойменний дебют Стіллза в листопаді; Кросбі «Якби я міг тільки пам'ятати своє ім'я» у лютому та «Пісні Неша для початківців» у травні. Незважаючи на те, що всі чотири сольні альбоми потрапили до 15 найкращих альбомів Billboard 200, запис Стіллса (включаючи два хіти найкращих 40, «Love the One You're With» [#14] і «Sit Yourself Down» [#37]) досяг піку. найвищий на № 3. Стіллз був першим, хто випустив другий сольний альбом після CSNY, Stephen Stills 2 1971 року, який включав два незначні хіти («Change Partners» [#43]; «Marianne» [#42]) і посів 8 місце. Влітку 1971 року він здійснив сольний тур по основних аренах (таких як Медісон Сквер Гарден і Лос-Анджелес Форум) з Далласом Тейлором, Фуззі Семюелсом і Мемфіс Хорнс. Восени 1971 року Кросбі і Неш розпочали успішне театральне турне в супроводі лише акустичних гітар і фортепіано, як це було відображено на архівному випуску 1998 року «Another Stoney Evening».

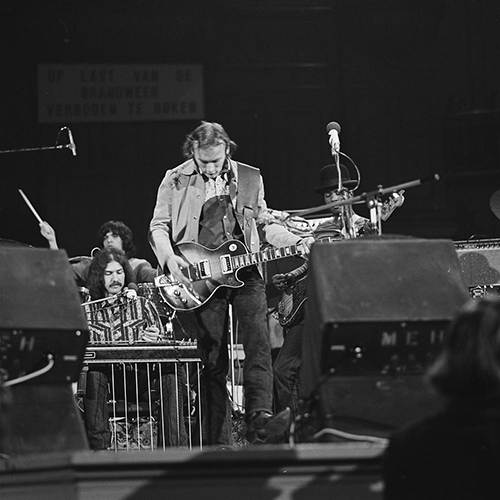
Манассас, голландська телепрограма Toppop, записи 22 березня 1972 р., трансляція 10 червня 1972 р. Табличка на стіні: «Палити заборонено пожежною командою — накази пожежної частини: курити заборонено»

1972 рік виявився ще одним плідним для всіх учасників гурту в їхніх сольних або дуетних зусиллях. Янг досяг сольної суперзірки, потрапивши в хіт-паради Harvest і двома синглами у Топ 40, хітами № 1 «Heart of Gold» і «Old Man» (№ 31). Стіллз приєднався до колишнього Берда Кріса Хіллмана, щоб сформувати групу Manassas, випустивши однойменний подвійний альбом; хоча він не створив жодних значних хітів, враховуючи три записи CSN/CSNY, Manassas став шостим альбомом Стілса в десятці поспіль, досягнувши 4-го місця і отримавши золотий сертифікат у США через місяць після виходу. Неш і Янг випустили " War Song " Янга як спільний сингл для підтримки президентської кампанії Джорджа Макговерна; незважаючи на їхні наміри, синглу не вдалося справити серйозного враження. Тим часом гастролі Неша та Кросбі були настільки вдалими та приємними для них, що вони записали та випустили свій перший альбом як дует, Graham Nash David Crosby, який затьмарив їхні недавні сольні зусилля хітом Топ-40 (" Immigration Man " Неша [#36 ]), досягнувши 4-го місця і отримавши золотий сертифікат у США.
У 1973 році учасники групи йшли менш успішно. Янг записав два темних альбоми. Перший, Time Fades Away, розповідав про його зимовий тур, який послідував за смертю його товариша по групі Crazy Horse Денні Віттена від передозування алкоголем/ валіумом, тур, до якого приєдналися Кросбі та Неш на середині шляху. Критичний успіх, незважаючи на його особисті побоювання, він отримав золотий сертифікат RIAA, перш ніж зайти на 22 місце. Другий альбом, Tonight's the Night, натхненний смертю роуді CSNY Брюса Беррі, був настільки темним, що Reprise Records відмовився випустити його до 1975 року. Незважаючи на те, що він широко вважається його великим твором, він досяг лише № 25. Кросбі очолив і випустив альбом для возз'єднання оригінального квінтету Бердса, який зазнав помітної критичної невдачі після його випуску в березні 1973 року. Найбільш комерційно успішний альбом Byrds з 1966 року, за стандартами CSNY він продавався лише незначно, досягши 20-го місця. Стіллз випустив другий альбом Manassas у квітні 1973 року, а Неш записав свій другий сольний альбом Wild Tales (випущений у січні 1974 року); знову ж таки, жоден диск не продав очікування, досягнувши піку відповідно на № 26 та № 34. За винятком Time Fades Away, жоден з альбомів, пов'язаних з CSNY 1973 року, не був визнаний золотим у США, що стало першим для групи.

### CSNY, примирення та подальше відчуження: 1973—1976
У червні та липні 1973 року Кросбі, Стіллз, Неш і Янг зустрілися на ранчо Янга в Каліфорнії та в студії звукозапису на Гаваях під час робочої відпустки, нібито для запису нового альбому під умовною назвою Human Highway. Однак сварки, які заполонили групу в 1970 році, швидко відновилися, знову розсіявши колектив. Після спонтанного повторного збору для акустичного сету на концерті Manassas у Winterland Ballroom у Сан-Франциско в жовтні, квартет знову не зміг знайти спільну мову; однак через три дні конфігурація CSN виконала акустичний сет на іншому шоу Manassas Winterland. Протягом наступних кількох місяців Робертс нарешті здобув перевагу групі, щоб реалізувати свій комерційний потенціал, кульмінацією чого стало те, що Стіллз оголосив про літній тур CSNY і запланований студійний альбом на сольному концерті в березні 1974 року Квартет повторно зібраний всерйоз, що влітку, з Sidemen Тім Драммонд на бас — гітарі, Russ Кункель на барабанах, і Джо Лала на перкусії, репетирувати на ранчо Янга біля Вудсайд, Каліфорнія, перш ніж приступати 31-дати туру.
Режисером туру був імпресаріо з Сан-Франциско Білл Грем. На розігріві виступали добре відомі виконавці, зокрема Джоні Мітчелл (який час від часу брав участь у акустичних і напівакустичних інтермедіях, що поєднували два електричні сети), Сантана, The Band, The Beach Boys та Джессі Колін Янг. Гурт зазвичай грав до трьох з половиною годин старих улюблених і нових пісень. Кросбі, зокрема, був розчарований пишним характером виступів, які він спільно назвав «Doom Tour»: «У нас були хороші монітори, але Стівен і Ніл пробивали набагато більше 100 дБ зі своїх половинних стеків. Ми з Гремом просто не могли створити гармонію, коли не чули себе. Крім того, коли ви граєте на стадіоні, вам майже доводиться робити Міка Джагера, коли ви розмахуєте поясом і гарцюєте. Я не можу цього зробити. Ми зробили все, що могли, але я не знаю, скільки людей в аудиторії дійсно почули нас. Багато з них були там за мелодіями. Коли ми їх запускали, вони почули записи» Невипущений фільм Грема Неша про шоу на стадіоні Уемблі підкреслює масштаб і якість цих виступів. Тоді вони вирішили не випускати жодних записів туру для альбому, при цьому Неш стверджував, що «[] головне відчуття в кінці туру полягало в тому, що ми були не такими хорошими, як могли б бути». (Десятиліття потому, щоб відзначити 40-ту річницю туру в 2014 році, Неш і архівіст Джоел Бернстайн вибрали пісні з п'яти шоу, які були належним чином записані та випущені на CSNY 1974.)
У той час як четвірка хотіла б, щоб преса повірила, що їхні характерні аргументи залишилися в минулому, ексцеси, характерні для тієї епохи, взяли своє. Під керівництвом продюсерської компанії Ґрема, тур був переповнений марнотратством, прикладом яких є літанія наволок із вишитим новим логотипом гурту, розробленого Мітчеллом, і фрахт гелікоптерів і приватних літаків замість наземного транспорту. Пізніше Неш згадував, що «тур заробив трохи більше одинадцяти мільйонів доларів, що, звісно, було чимало грошей у ті часи. Ми всі отримали менше півмільйона кожен. Було очевидно, що між Біллом Гремом, промоутерами та купою інших вони всі добре провели час. Скажімо так» За словами менеджера Кріса О'Делла, «Коли одного разу вони пролили кокаїн на килим, то просто опустилися на підлогу і понюхали це з килима. Я просто сказав: „Боже мій, це так дивно“. Я ніколи не бачив нічого подібного. Вони, мабуть, цього не пам'ятають» Відносно стриманий Неш «почав приймати Percocet та Percodan. Я називаю їх таблетками „Мені байдуже“. Хтось міг би сказати мені: „Гей, твоя нога горить“. Я б сказав: „Мені байдуже, чоловіче“. Ми просто спали всю ніч. Це було божевільно. Я б нікому не рекомендував його, тому що атракціон кокаїну/кваалуду повинен бути атракціоном жахів у цирку»
Стіллз, який збентежив своїх колег, стверджуючи, що брав участь у таємних місіях війни у В'єтнамі як член Корпусу морської піхоти Сполучених Штатів під час перебування на посаді в Баффало-Спрінгфілді, почав доповнювати свій фірмовий гардероб футбольних трикотажних виробів військовим одягом, виступаючи та спілкуючись зі своїм особистим менеджером, ветераном Зелених беретів Майклом Джон Боуеном. Ведучи безладний спосіб життя, Кросбі супроводжували дві подруги (включаючи майбутню домашню партнерку Ненсі Браун, якій під час туру виповнилося 18 років) замість Деббі Донован, його номінального домашнього партнера на той час. Це засмутило кількох співробітників та учасників гурту. Кросбі володів неймовірною сексуальною енергією.
Незважаючи на те, що кожен учасник виконав нові пісні, які пізніше з'явилися в сольних і дуетних студійних релізах, Янг представив більше десятка пісень (включаючи кілька з альбому On The Beach, який був випущений під час туру) на одному з найбільш творчих етапів його кар'єри. Роздратований зменшенням плідності тріо, він ізолювався від групи, подорожуючи окремо на фургоні зі своїм сином і оточенням. Пізніше він сказав біографу Джиммі МакДонау, що «тур був для мене розчаруванням. Я думаю, що CSN справді взорвав це… вони не зробили альбому, і у них не було жодної пісні. Як вони могли просто так зупинитися?» Atlantic Records випустили збірку So Far, щоб було що рекламувати під час туру. У той час як Неш розглядав розкладу речей тільки з двох альбомів і одного одинарного (типовим прикладом винятку його «Марракеші Експрес», в топ — 40 хіт) як абсурд, це врешті-решт очолив чарт Billboard в листопаді.

Подолаючи міжособистісну дистанцію Янга та нові відливи у їхніх стосунках зі Стіллзом, квартет знову зібрався з The Albert Brothers у домашній студії Неша в Сан-Франциско в листопаді, щоб завершити тривале продовження Déjà Vu. Поновлення напруженості посилювалося відносно некомфортним приміщенням у підвалі, що спонукало групу незабаром переїхати на завод рекордів у сусідньому Саусаліто, Каліфорнія. У той час як декілька пісень були завершені та записані (у тому числі «Human Highway» Янга; дублікат «Homeward Through the Haze» Кросбі з Кросбі на фортепіано та Лі Скларом на басу; і антикитобійний опус Неша «Wind on the Water»), Янг пішов знову після бурхливої суперечки. Оскільки інші учасники (доповнені різноманітними сесійними музикантами, включаючи Склара, Кункела та барабанщика Grateful Dead Білла Кройцмана) намагалися завершити альбом під імпріматуром CSN, ворожнеча між Стіллзом і Нешем знову виникла, в результаті чого Стіллз знищив майстра «Вітер на воді» лезом бритви після того, як Кросбі та Неш заперечили проти гармонійної партії в «Ангела-охоронця» Стіллза. Незважаючи на те, що Стіллз охарактеризував інцидент як жарт, сеанси швидко розірвалися.

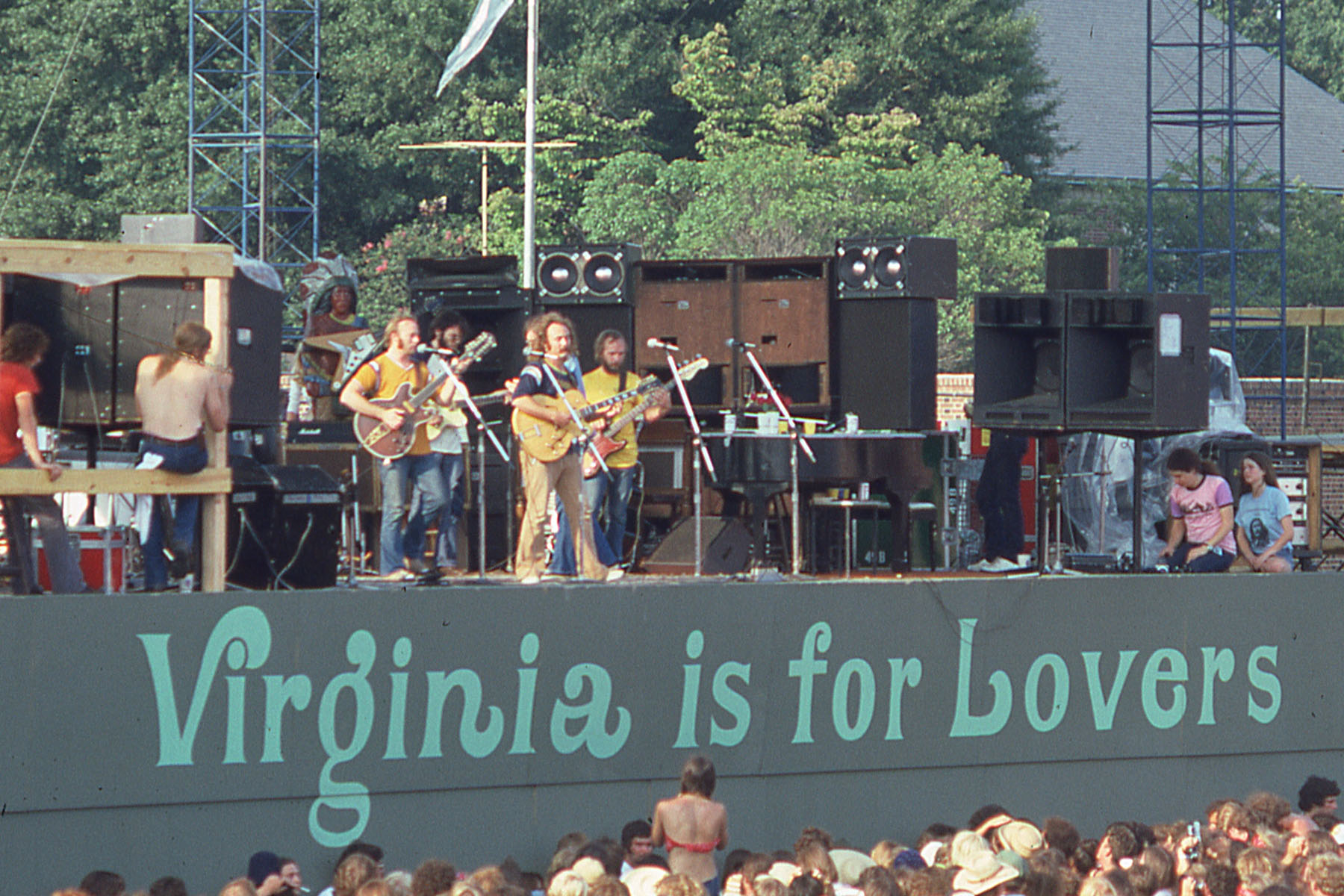
Екскурсія на відкритий стадіон Crosby, Stills, Nash & Young на Foreman Field, Old Dominion University, Норфолк В. А. (17 серпня 1974 р.)

Невдовзі після цього Кросбі і Неш підписали окремий контракт з ABC Records і знову почали регулярно гастролювати, граючи на спортивних аренах, фестивалях під відкритим небом і театрах. Протягом цього періоду вони випустили два студійні альбоми: Wind on the Water (№ 4) у 1975 році та Whistling Down the Wire (№ 26) у 1976 році (обидва отримали золоті сертифікати в США), а також концертний альбом Crosby-Nash 1977 року. Живи. Разом з Драммондом (зберігся з туру CSNY 1974 року), вони продовжували використовувати сайдменів із ансамблю, відомого як The Section, зі свого першого альбому. Ця крек-сесійна група (яко названа Кросбі The Mighty Jitters на знак ендемічного вживання кокаїну в епоху) внесла свій внесок у записи багатьох інших лос-анджелесських артистів у сімдесятих, таких як Керол Кінг, Джеймс Тейлор та Джексон Браун. Протягом середини 70-х Кросбі та Неш також надавали свої гармонії низці записів, включаючи «Mexico» Тейлора, «Free Man in Paris» Джоні Мітчелла та Blue Moves Елтона Джона.
Тим часом Стіллз і Янг повернулися до власної кар'єри. Стілз випустив однойменний альбом у червні 1975 року (№ 19), концертний альбом у грудні 1975 року (Stephen Stills Live ; № 42) і в травні 1976 року ще один студійний альбом (Illegal Stills ; № 31). У 1975 році Янг із запізненням випустив Tonight's The Night за рекомендацією басиста та вокаліста групи Ріка Данко (№ 25), а потім і Zuma (№ 25), новий альбом, записаний переважно разом із Crazy Horse, який також містив одну пісню, записану CSNY. на сесіях у червні 1974 р. Жоден з цих сольних альбомів спочатку не отримав сертифікат RIAA у Сполучених Штатах, хоча Зума в кінцевому підсумку отримав золотий сертифікат у 1997 році. Наслідуючи Кросбі та Неша, вони ненадовго об'єдналися для створення одноразового альбому та туру, приписуваного Stils-Young Band, Long May You Run (1976; № 26), який отримав золотий сертифікат у 1977 році. Незважаючи на те, що сесії цього альбому в Маямі на короткий час перетворилися на третю спробу альбому возз'єднання CSNY, Стіллз і Янг стерли вокальний внесок іншої пари з головної стрічки, коли Кросбі і Неш були змушені залишити сесії, щоб закінчити Whistling Down. The Wire в Лос-Анджелесі. Коли Стіллз і Янг влітку 1976 року розпочали турне для просування альбому, давня напруженість між парою знову виникла, прикладом якої є наполягання Стіллза на тому, що професійні студійні музиканти підтримують їх, а не Crazy Horse, який Янг вважає за краще. Після шоу 20 липня 1976 року в Колумбії, Південна Кароліна, туристичний автобус Янга поїхав у інший бік від Стіллза. Чекаючи на наступній зупинці в Атланті, Стіллз отримав лаконічну телеграму: «Шановний Стівене, смішно, як речі, які починаються спонтанно, закінчуються саме так. Їжте персик. Ніл» Керівництво Янга стверджує, що йому наказав відпочити та одужати від очевидної інфекції горла, хоча пізніше цього року він домовився про побачення з Crazy Horse. За контрактом Стіллз був зобов'язаний завершити тур самостійно.

### Реформа CSN: 1976—1985

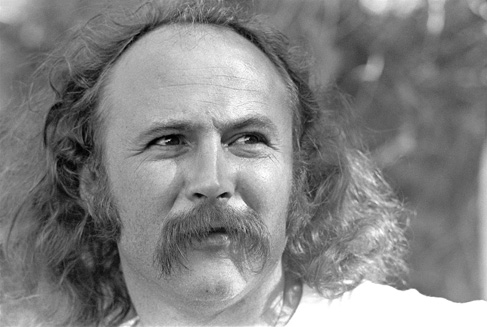
Девід Кросбі 1976 За кулісами амфітеатру Фрост, Стенфорд, Каліфорнія, літо (?) 1976

Пізніше, у 1976 році, Стіллз підійшов до Кросбі та Неша під час виступу в Грецькому театрі в Лос-Анджелесі, підготувавши сцену для повернення тріо.

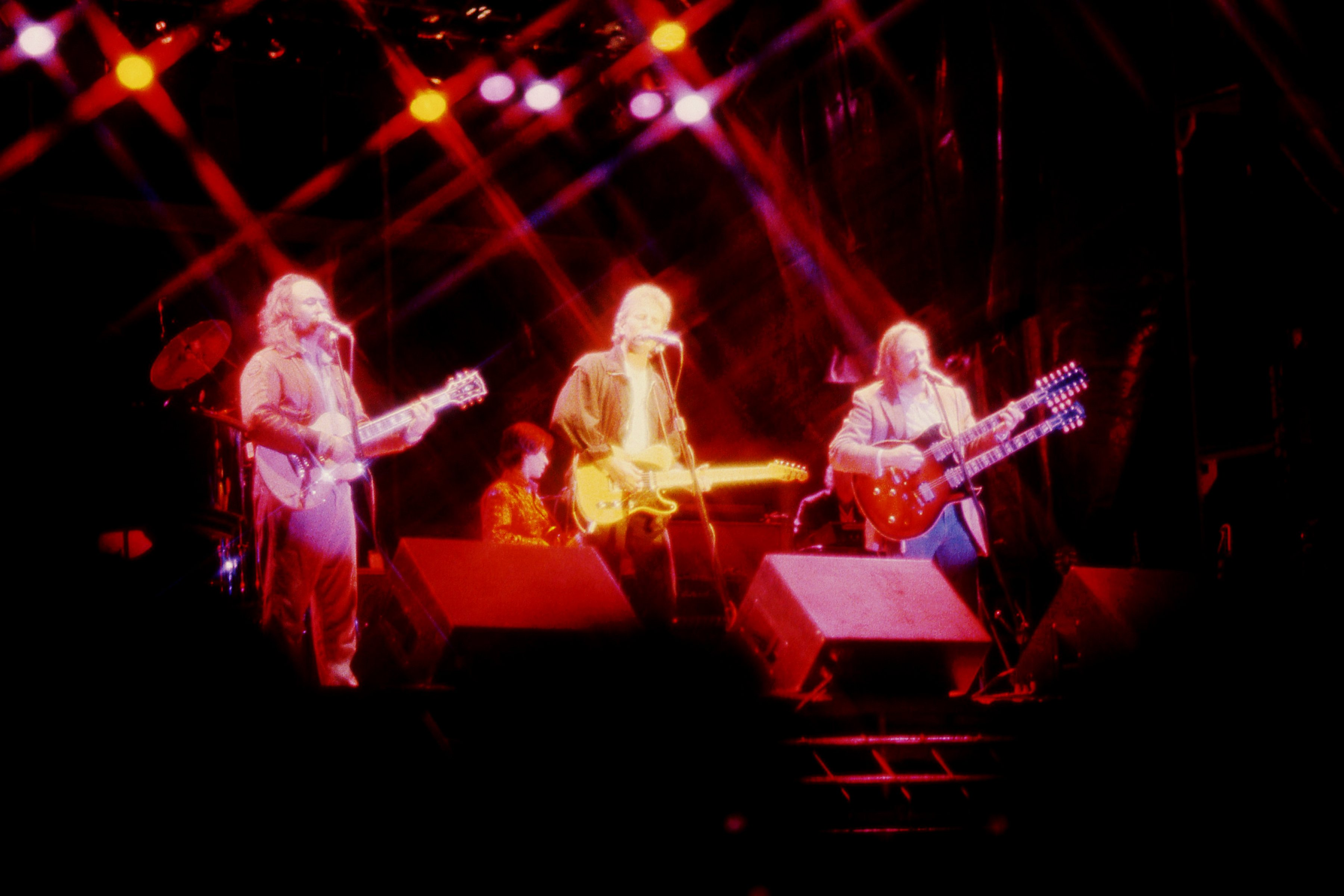
Кросбі, Стіллз і Неш на фото 17 червня 1983 року під час фестивалю під відкритим небом на стадіоні «Георг-Мельхес-Стадіон» (футбольний стадіон) в Ессені, Німеччина.

Менш ніж через рік після реформування Crosby, Stills & Nash випустили CSN. Альбом, записаний на Criteria Studios у Маямі під егідою Рона та Говарда Альберта наприкінці 1976 та початку 1977 років, був ілюстрований під атмосферу софт-року та містив сингл Неша з найвищим рейтингом «Just a Song Before I». Перейти" (№ 7); «Чесна гра» Стіллза також досягла 43-го місця. Альбом зайняв 2-е місце в чарті Billboard влітку 1977 року під час 33-тижневого перебування, залишаючись на цій позиції протягом серпня місяця і в кінцевому підсумку отримав чотириразовий платиновий сертифікат RIAA однієї з найбільш продаваних платівок. Станом на 2017 рік він залишається найбільш продаваним альбомом конфігурації тріо, перевершуючи їхній дебют на 200 000 записів.
21 червня 1978 року Crosby, Stills & Nash отримали зірку на Голлівудській алеї слави за внесок у музичну індустрію, розташовану за адресою 6666 Hollywood Boulevard.

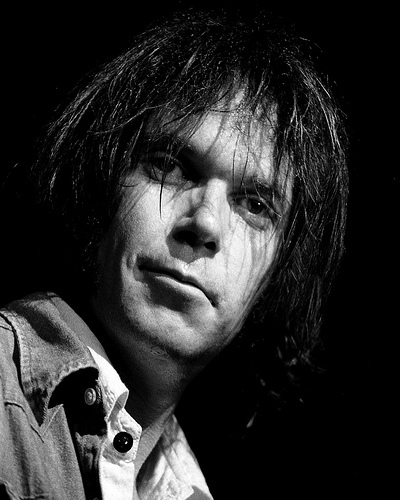
Ніл Янг на концерті 9 листопада 1976 року в Остіні, штат Техас.

Після успішних турів в 1977 і 1978 роках подальша робота в групі була ускладнена нововиявленою залежністю Кросбі від кокаїну. Earth & Sky, альбом Неша 1980 року, який не потрапив у топ-100, розглядався як проект Crosby & Nash (породжений перерваними сесіями CSN 1978 року), доки Неш не встановив, що Кросбі не був у формі для участі.

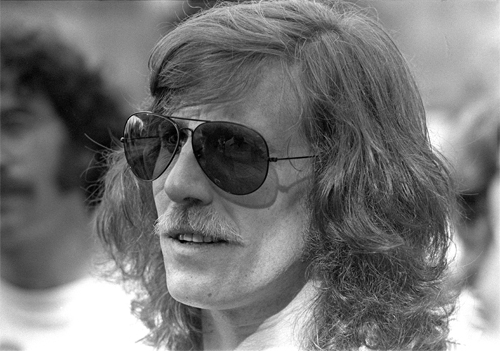
Грем Неш за лаштунками в амфітеатрі Фрост, Стенфорд, Каліфорнія, весна 1976 р.

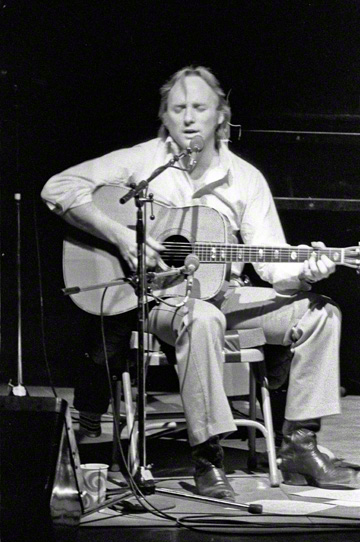
1978 Стівен Стіллз виступає з Аркосанті, Аризона, США

Порівняння нещодавнього диско-змішованого матеріалу (включаючи шоукейс Енді Гібба «What's the Game» і «Can't Get No Booty», написані у співавторстві з Денні Корчмаром під час затишшя на сесіях CSN 1978 року) із більш традиційними акустичними та блюз-роковими аранжуваннями (наприклад, заголовна композиція епохи Манассаса), Стіллс після виходу в жовтні 1978 року зупинився на 83-му місці. Підтримуючий тур Стіллса 1979 року з Каліфорнійським блюз-бендом (включаючи виступ на історичному Havana Jam) відбувся переважно за рахунок замовлень у театри та значною мірою затьмарений такими дружніми для таблоїдів історіями, як бійка з Елвісом Костелло (спровокована використанням молодим співаком і автором пісень визначення ніґґер в його негативних оцінках Джеймса Брауна та Рея Чарльза) тлі його коротких заручин з телевізійною актрисою Сьюзен Сент-Джеймс, що відображає його знижений критичний та комерційний статус. Концерти відкриття туру в театрі Roxy в Лос-Анджелесі ознаменували останні повні виступи Стіллза з колишнім ключовим співробітником Далласом Тейлором, на той час давно залежним від героїну та кокаїну. Після одужання в 1985 році Тейлор працював інтервентом до своєї смерті в 2015 році
З обмеженими можливостями та взаєморозумінням, яке все ще виявляло напруженість у справі Ріти Кулідж, Стіллз і Неш зібралися в 1980—1981 роках, щоб записати Daylight Again як дует, який самофінансується; однак керівники Atlantic Records (на чолі з Ахметом Ертегуном, який рідко втручався у справи гурту) відмовилися відшкодувати їхні витрати або випустити LP, доки Кросбі не поновиться на посаді. Кросбі написав «Delta» (його остання оригінальна композиція за кілька років) і кавер на «Might as Well Have a Good Time» Джуді Хенске і Крейга Дорджа, а також кілька додаткових вокалів на інших треках. Незважаючи на стан Кросбі на хвилі поширення нової хвилі та сучасного R&B, Daylight Again досяг № 8 у 1982 році протягом 41-тижневого перебування в чартах. Альбом містив два великих хіта, «Wasted on the Way» Неша (№ 9) і «Southern Cross» Стіллза (№ 18); «Too Much Love To Hide» Стіллза також потрапив у чарт № 69. Хоча альбом зрештою не продався так само добре, як його попередники в новому музичному кліматі, він отримав платиновий сертифікат RIAA на початку 1983 року
Хоча успіх Daylight Again започаткував нову традицію майже щорічних гастролей, яка збереглася понад тридцять років, незабаром дно випало на Кросбі, який був заарештований і ув'язнений за звинуваченням у наркотиках та зброї в Техасі в травні 1982 року. Записавши потенційну заголовну пісню для фільму WarGames, яка ніколи не використовувалася, гурт випустив її як сингл і поспішно зібрав концертні записи навколо двох студійних треків для альбому Allies, їхнього найнижчого запису на сьогоднішній день. Кросбі був засуджений до двох термінів, але вирок був скасований; заарештований ще кілька разів, він остаточно здався владі в грудні 1985 р. Він провів у в'язниці вісім місяців.

### Знову CSNY: 1988— дотепер
Янг погодився знову приєднатися до тріо в студії після звільнення Кросбі з в'язниці за «Американську мрію» у 1988 році Стіллз і Кросбі (ослаблені проблемами зі здоров'ям, які закінчилися пересадкою печінки в 1994 році) майже не працювали під час створення альбому, і виробництво кінця вісімдесятих повністю захлинуло групу. Під час 22-тижневого перебування він потрапив на 16-е місце в чарті Billboard, але запис отримав погані критичні зауваження, і Янг відмовився підтримати його туром CSNY. Гурт справді випустив відео на заголовну пісню Янга, де кожен учасник грав персонажа на основі певних аспектів їхньої особистості та публічного іміджу. Кілька років потому CSNY возз'єдналися, щоб відіграти меморіальний концерт Білла Грема («Сміх, любов і музика») у парку Голден Гейт в Сан-Франциско 3 листопада 1991 року.
CSN записав ще два студійні альбоми в 1990-х, Live It Up (1990) і After the Storm (1994); обидва альбоми погано продавалися за попередніми стандартами і не отримали сертифікати RIAA. У 1991 році з'явився бокс-сет , чотири диски з очікуваними моментами групи серед несподівано кращих треків з різних сольних проектів. Через певні труднощі менеджер Робертс, який уже не з тріо, але все ще представляє Янга, забрав більшу частину матеріалу Янга, призначеного для коробки. Зрештою, дев'ятнадцять треків із сімдесяти семи у наборі були зараховані CSNY. Призначена для включення, версія CSNY 1976 року «Human Highway» просочилася в Інтернет кілька років потому перш ніж отримати офіційний випуск у бокс-сеті Neil Young Archives Volume II: 1972—1976 у 2020 році.
У 1994 році CSN співпрацював із Сюзі Боггусс, Елісон Краусс і Кеті Маттеа, щоб зробити внесок «Навчайте своїх дітей» до альбому для боротьби зі СНІДом Red Hot + Country, створеного Red Hot Organization.
Наприкінці 1990-х CSN залишилися без контракту на звукозапис. Вони самі почали фінансувати записи, а в 1999 році Стіллз запросив Янга в гості для запису кількох треків. Вражений їхньою спритністю, Янг підвищив рівень свого вкладу, перетворивши альбом на проект CSNY, Looking Forward. Альбом був випущений за вказівкою Янга  через Reprise Records у жовтні 1999 року. Оскільки авторські твори здебільшого обмежувалися учасниками гурту, диск був прийнятий краще, ніж попередні три альбоми з точки зору критики. Він також відносно добре зарекомендував себе комерційно, досягнувши 26-го місця (найвище розташування групи з часів American Dream) протягом 9-тижневого перебування. Однак, як відображення мінливого фінансового ландшафту музичної індустрії, Looking Forward був найбільш помітним тим, що заклав основу для наступного туру CSNY2K (2000) і CSNY Tour of America (2002), обидва з яких були великими прибутками..
CSN були включені до Зали слави рок-н-ролу в 1997 році; CSNY є першою групою, всіх учасників якої ввели в зал двічі, хоча Янг був прийнятий за свою сольну роботу (1995) і для Buffalo Springfield (1997). Логотип CSN, який Кросбі, Стіллз і Неш використовували з середини 1970-х років, був розроблений актором і коміком Філом Хартманом під час його першої кар'єри графічного дизайнера.
Різні збірники конфігурацій групи прибули протягом багатьох років, в бокс — сет будучи найбільш повним, і до сих пір є найбільш комерційно успішним. Також були випущені індивідуальні ретроспективні бокс-сети. У 2007 році «Вояж» Девіда Кросбі описав його роботу з різними групами та як сольного виконавця. «Роздуми» Грема Неша з'явилися на початку 2009 року під тією ж егідою, зовсім близько до його 67-річчя. Бокс-сет для Стівена Стіллза, Carry On, був випущений у лютому 2013 року. Компіляцією та наглядом за цими випусками в основному керував Неш.

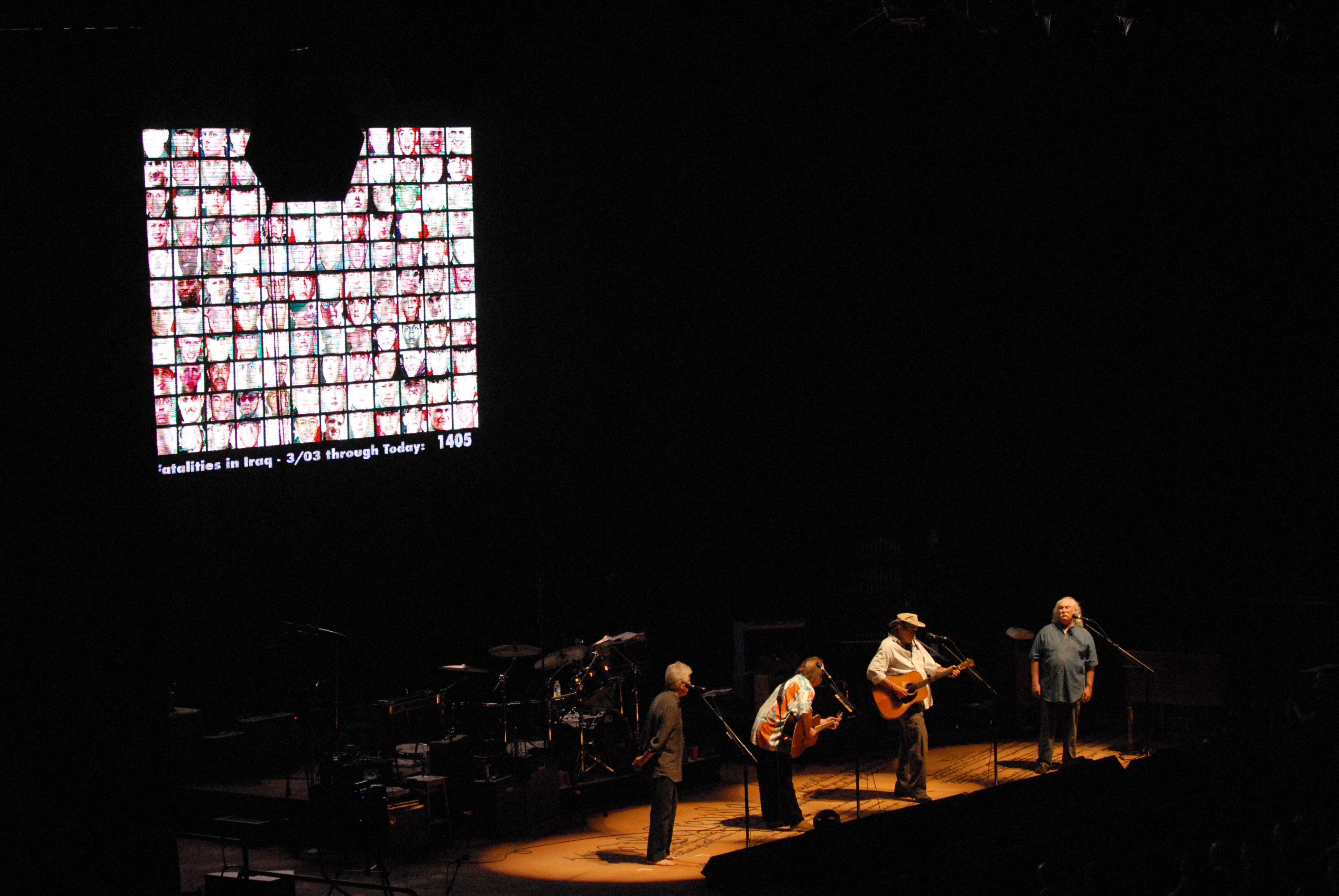
Одним із фонів під час туру «Свобода слова» 2006 року, як показано тут, були фотографії американських солдатів, які загинули під час війни в Іраку.

У 2006 році Кросбі, Стіллз, Неш і Янг відправилися в тур Freedom of Speech на підтримку Living with War, сольного альбому Young, написаного у відповідь на війну в Іраку. Довгі сет-листи включали основну частину нового альбому протесту, а також матеріал із довгого відкладеного сольного альбому Стіллза Man Alive! і останні матеріали від Кросбі та Неша. 16 травня 2006 року Crosby, Stills & Nash були удостоєні звання ікони BMI на 54-й щорічній церемонії вручення нагород BMI Pop Awards. Їх відзначили за «унікальний вплив на покоління музикантів». У лютому 2007 року CSN були змушені відкласти турне по Австралії та Новій Зеландії через хворобу Девіда Кросбі. Також у 2006 році в автокатастрофі загинув багаторічний менеджер Джеррі Толман.
Тріо виконало «Teach Your Children» на The Colbert Report 30 липня 2008 року, а ведучий Стівен Колберт заповнив четверту гармонію (порція Ніла Янга) і одягнув вбрання, яке наслідувало Янга, і Неш називав його «Ніл». У 2009 році Crosby, Stills & Nash випустили Demos, альбом, що складається з демо-записів популярних групових і сольних пісень. У червні 2009 року Кросбі, Стіллз і Неш виступили на фестивалі в Гластонбері. Стівена Стіллза похвалили за його виняткову гру на гітарі. Ніл Янг не виходив з ними на сцену, але виступав як сольний виконавець. У липні 2009 року вони були головними виконавцями 14-го щорічного фестивалю Gathering of the Vibes. На половині виступу вони з ентузіазмом оголосили натовпу, що повернуться наступного року.
CSN зустрівся з продюсером Ріком Рубіном, щоб записати проектований альбом кавер-версій (під умовною назвою Songs We Wish We'd Written) для Sony Music Entertainment у 2010 році; сім пісень було завершено до розпуску сесій через дедалі гостріші стосунки між Рубіном і Кросбі, які сприймали першого як руйнівну та автократичну фігуру у творчому процесі. До 2012 року CSN завершила п'ять перезаписів власного виробництва в очікуванні потенційної суперечки щодо прав на сесії Рубіна з Sony.
Crosby, Stills & Nash здійснили турне по США, Австралії, Новій Зеландії та Бразилії в 2012 році і випустили 2CD/DVD під назвою CSN 2012 17 липня 2012 року Подальші тури по США та Європі відбулися в 2013 та 2014 роках

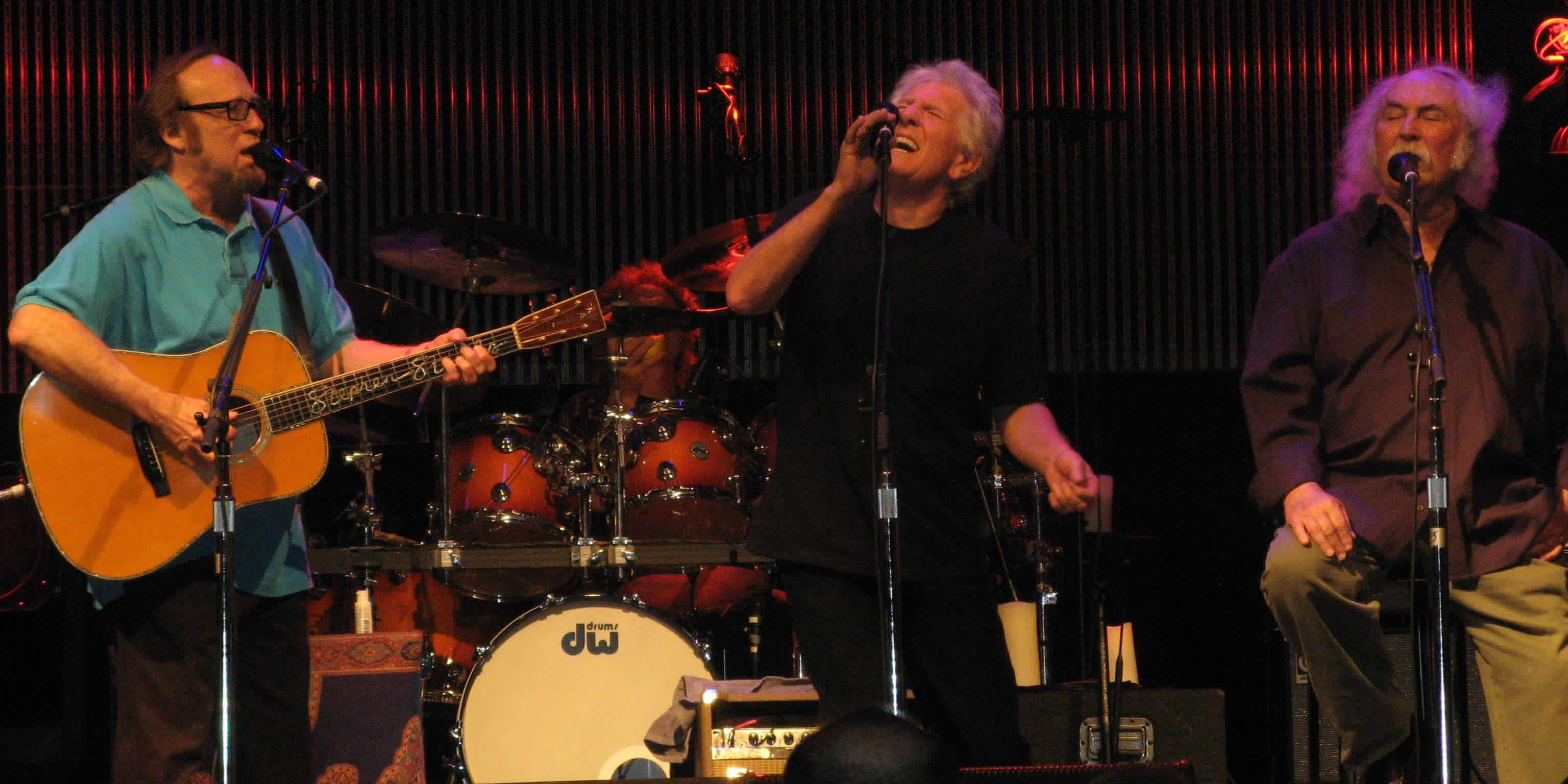
CSN у 2010 році

Crosby, Stills, Nash and Young виконали акустичний сет на 27th Bridge School Benefit 27 жовтня 2013 року; станом на 2018 рік виступ є останнім концертом цієї конфігурації на сьогоднішній день. CSNY 1974, антологія, зібрана з досі невиданих записів туру 1974 року Неша та давнього архіваріуса групи Джоеля Бернштейна, була випущена Rhino Records 8 липня 2014 року і отримала широке визнання критиків. У вересні 2014 року в інтерв'ю журналу Idaho Statesman Кросбі розвіяв чутки про ще один тур CSNY (посилаючись на загальне небажання Ніла Янга та відсутність фінансового стимулу виступати з ансамблем), перш ніж охарактеризувати нового партнера Янга Деріла Ханну як «чисто отруйного хижака». Представляючи пісню під час сольного виступу в Музичній академії Філадельфії 8 жовтня 2014 року, Янг оголосив, що «CSNY більше ніколи не буде гастролювати... Я люблю цих хлопців» Через два дні Кросбі підтвердив, що «[Янг] дуже злий на мене» і порівняв зауваження Янга зі «сказанням, що в Тибеті є гори». Кросбі зробив додаткові коментарі, включно з тим, що він вибачився в Twitter. 18 травня 2015 року Кросбі публічно вибачився перед Ханною та Янгом на шоу Говарда Стерна, сказавши: «Я зіпсований набагато гірше, ніж ця дівчина. Звідки мені її критикувати? Вона робить Ніла щасливим. Я люблю Ніла і хочу, щоб він був щасливим», і «Дериле, якщо ти там, я прошу вибачення. Звідки я можу вас критикувати? Є люди, яких я можу критикувати: політики, ставкові покидьки. Не інші артисти, які пережили важке життя, як я. Їй теж було нелегко»
Незважаючи на безпрецедентний конфлікт між Кросбі та Янгом, CSN розпочав звичайне світове турне, яке охопило американські, європейські та японські місця в 2015 році, завершившись виконанням «Тихої ночі» на церемонії запалювання національної різдвяної ялинки в The Ellipse у Вашингтоні, округ Колумбія. 3 грудня 2015 р. Однак, на відміну від попереднього інтерв'ю в листопаді 2015 року, в якому він заявив, що все ще сподівається, що у гурту є майбутнє, Неш оголосив 6 березня 2016 року після розлучення зі своєю 38-річною дружиною Сьюзен Сеннет, що Crosby, Stills & Nash ніколи більше не виступати через його нещодавню віддаленість від Кросбі. Влітку 2016 року Янг сказав Rolling Stone, що не буде «виключати» майбутню співпрацю з тріо; за словами Неша в наступному інтерв'ю: «Ну, він правий, ніколи не знаєш. Були випадки, коли я був так злий на всіх нас за те, що ми даремно витрачали час і не впоралися з роботою, що я ні з ким із них не розмовляв..»
Янг повторив ці настрої в інтерв'ю в січні 2017 року: «Я думаю, що CSNY має всі шанси знову зібратися разом. Я не проти. Між нами сталося багато поганих речей, і багато чого треба вирішувати. Але це те, що брати та родини. Побачимо, що вийде. я відкритий. Я не думаю, що я є серйозною перешкодою» Відповідаючи на запитання про Янга та інтерв'ю в Твіттері невдовзі після цього, Кросбі сказав, що Янг «надзвичайно талановитий хлопець», і перспективне возз'єднання було б «в порядку». У квітні 2017 року Неш сформулював потенційне возз'єднання в контексті традицій політичної активності групи на тлі президентства Дональда Трампа: «Я вважаю, що проблеми, які нас розділяють, бліднуть у порівнянні з тим добром, яке ми можемо зробити, якщо ми отримаємо там і почати говорити про те, що відбувається. Тож я був би повністю за це, навіть якщо я не розмовляю з Девідом, як і Ніл. Але я думаю, що ми, зрештою, розумні люди, і я думаю, що ми усвідомлюємо, що добре ми можемо зробити» В інтерв'ю CBS News Sunday Morning у травні 2021 року Неш сказав, що «коли ця срібна нитка, що з'єднує гурт, обривається, дуже важко склеїти кінці разом». Він припустив, що возз'єднання з Кросбі та іншими було б кращим «через втрату музики».

## Політична активність

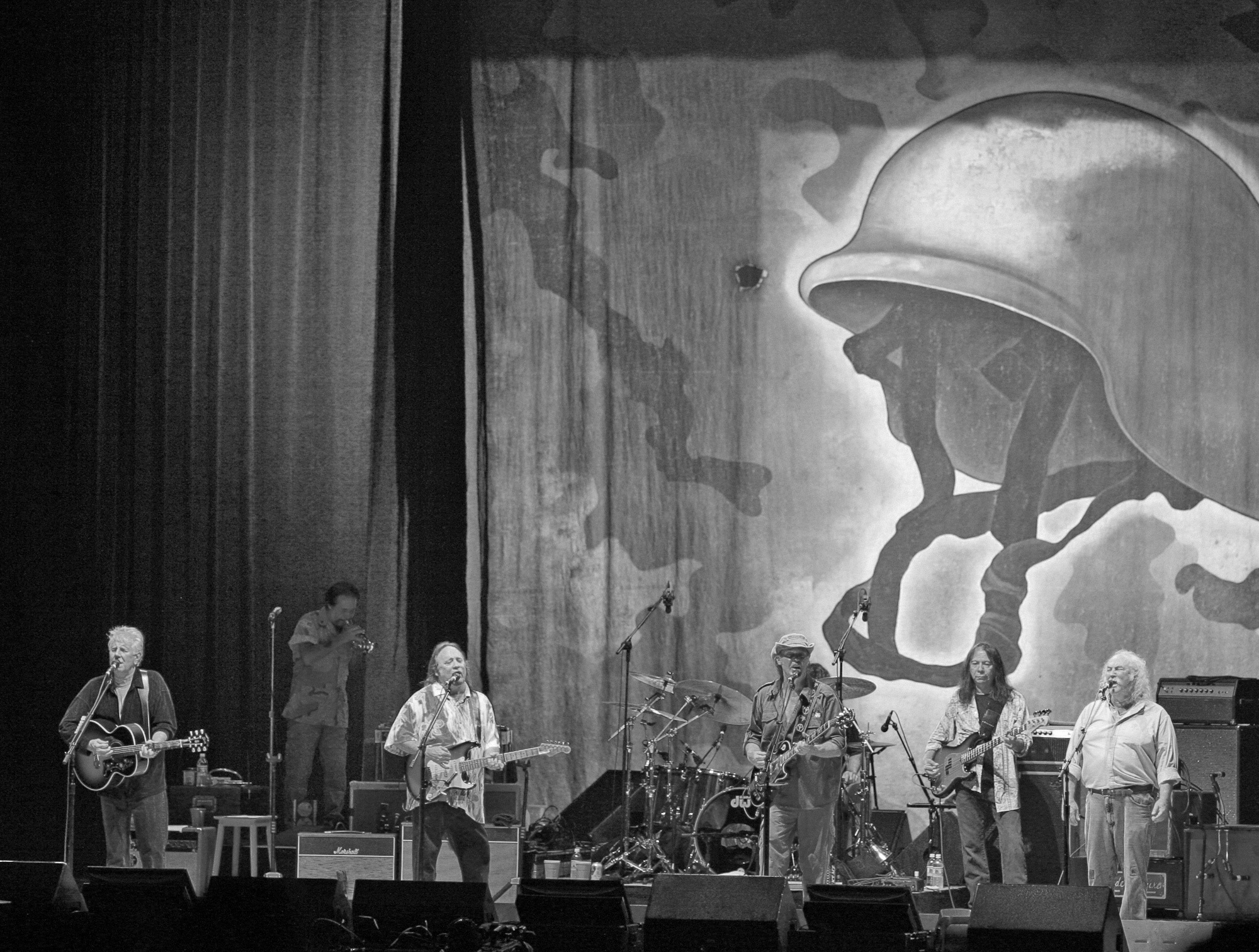
CSNY під час їхнього туру 2006 року; Зліва направо: Грем Неш, Том Брей, Стівен Стіллз, Ніл Янг, Рік Росас і Девід Кросбі

Музика CSNY безпомилково відображала смаки та погляди контркультури кінця 1960-х і початку 1970-х років. Протестуючи проти війни у В'єтнамі, що розгорталася в 1970 році, група (і, зокрема, Кросбі) не приховувала своїх політичних уподобань.
Як група вони записали один хіт у відповідь на політичні події, хоча записали інші політичні пісні як сольні виконавці та в різних комбінаціях. Пісня «Ohio» була написана у відповідь на смерть чотирьох студентів Кентського державного університету. Студентів розстріляли Національні гвардійці Огайо під час антивоєнного протесту в кампусі в травні 1970 року
Випуск «Огайо» став найсміливішою музичною заявою, зробленою на той момент щодо війни у В'єтнамі, називаючи Річарда Ніксона на ім'я та висловлюючи лють і відчай контркультури під час подій. Між «Огайо», їхньою появою на фестивалі, і у фільмі Вудстока, і шаленим успіхом їхніх двох альбомів, група насолоджувалась ступенем захоплення, набагато більшим, ніж у їхніх попередніх гуртів, про що свідчить 27 платинових сертифікатів, які вони отримали за сім альбомів. 
Гурт постійно пов'язується з політичними мотивами протягом усього свого існування, останнім прикладом є пісня «Almost Gone (The Ballad of Bradley Manning)», яка зосереджується на тривалості та умовах досудового ув'язнення Челсі Меннінг.
Кросбі, Неш, і Янг всі одноголосно підтримали кандидата в президенти від Демократичної партії 2016 року Берні Сандерса.

## Вплив
Колективні здібності дозволили CSNY охопити всі жанри популярної музики, видатної того часу, від кантрі-року до конфесійних балад, від акустичної гітари та голосу до електрогітари та триголосної гармонії. З розпадом The Beatles у квітні 1970 року і з Бобом Діланом, який займався відлюдною скромною діяльністю з середини 1966 року, CSNY виявив себе прийнятним прапороносцем для нації Woodstock, що відіграє важливе значення в суспільстві, оскільки контркультурні діячі рівні на той час у рок-н-роллі тільки The Rolling Stones або The Who. У 1970 році їхнє становище було таким, що Білл Грем називав їх «американськими бітлзами». Продюсер Пітер Фонда хотів, щоб CSN створив саундтрек для Easy Rider, але режисер Денніс Хоппер відмовився від цієї ідеї. Пропозиція Стіллза, «Find the Cost of Freedom» (на зворотному боці «Ohio»), була єдиною піснею, яку, як відомо, пропонували для саундтреку.

## Учасники колективу
- Девід Кросбі — вокал та бек-вокал, ритм-гітара (1968—1970, 1973—2015)
- Стівен Стіллз — вокал та бек-вокал, соло- і ритм-гітара, бас, клавішні, перкусія (1968—1970, 1973—2015)
- Грем Неш — вокал та бек-вокал, клавішні, ритм-гітара (1968—1970, 1973—2015)
- Ніл Янг — бек-вокал, соло- і ритм-гітара, клавішні, губна гармоніка (1969—1970, 1973—1974, 1986—1988, 1991, 1999—2006, 2013)

## Дискографія
Для окремих дискографій дивіться записи про Девіда Кросбі, Стівена Стіллза, Грема Неша та Ніла Янга. Дивіться також Crosby &amp; Nash і Stills-Young Band для дискографій дуетів.
- 1969 Crosby, Stills &amp; Nash (CSN)
- 1970 Déjà Vu (CSNY)
- 1971 4 Way Street (CSNY) (наживо)
- 1974 Поки що (CSNY) (збірка)
- 1977 CSN (CSN)
- 1982 Знову денне світло (CSN)
- 1983 Allies (CSN) (наживо і в студії)
- 1988 Американська мрія (CSNY)
- 1990 Live It Up (CSN)
- 1994 Після шторму (CSN)
- 1999 р. З нетерпінням (CSNY)
- 2008 Déjà Vu Live (CSNY) (наживо)

## Тури
- Тур Кросбі, Стіллз, Неш і Янг 1969—1970
- CSNY 1974
- Тур CSN 1977 і 1978 років
- CSN 1982 &amp; 1983 Тури
- Тури CSN 1980-90-х років
- Список концертних турів Crosby, Stills, Nash (&amp; Young) (2000-10-ті)

Джерела
- Циммер, Дейв, і Ділц, Генрі. Crosby Stills & Nash: Авторизована біографія (Перше видання), St. Martin's Press, 1984.ISBN 0-312-17660-0
- Кросбі, Девід і Готліб, Карл. Long Time Gone (Перше видання), Doubleday, 1988.ISBN 0-385-24530-0
- Макдонаф, Джиммі. Шекі, Біографія Ніла Янга (Перше видання), Random House, 2002.ISBN 0-679-42772-4
- Неш, Грем. Дикі казки: життя рок-н-ролу (перше видання), архетип корони, 2013.ISBN 978-0-385-34754-9